# カーブル陥落 (2021年)
- カーブル陥落
- カブール陥落

カーブル陥落（カーブルかんらく、英語: Fall of Kabul）は、アフガニスタン紛争中、2021年8月にターリバーンによってアフガニスタンの首都・カーブルが陥落した出来事である。

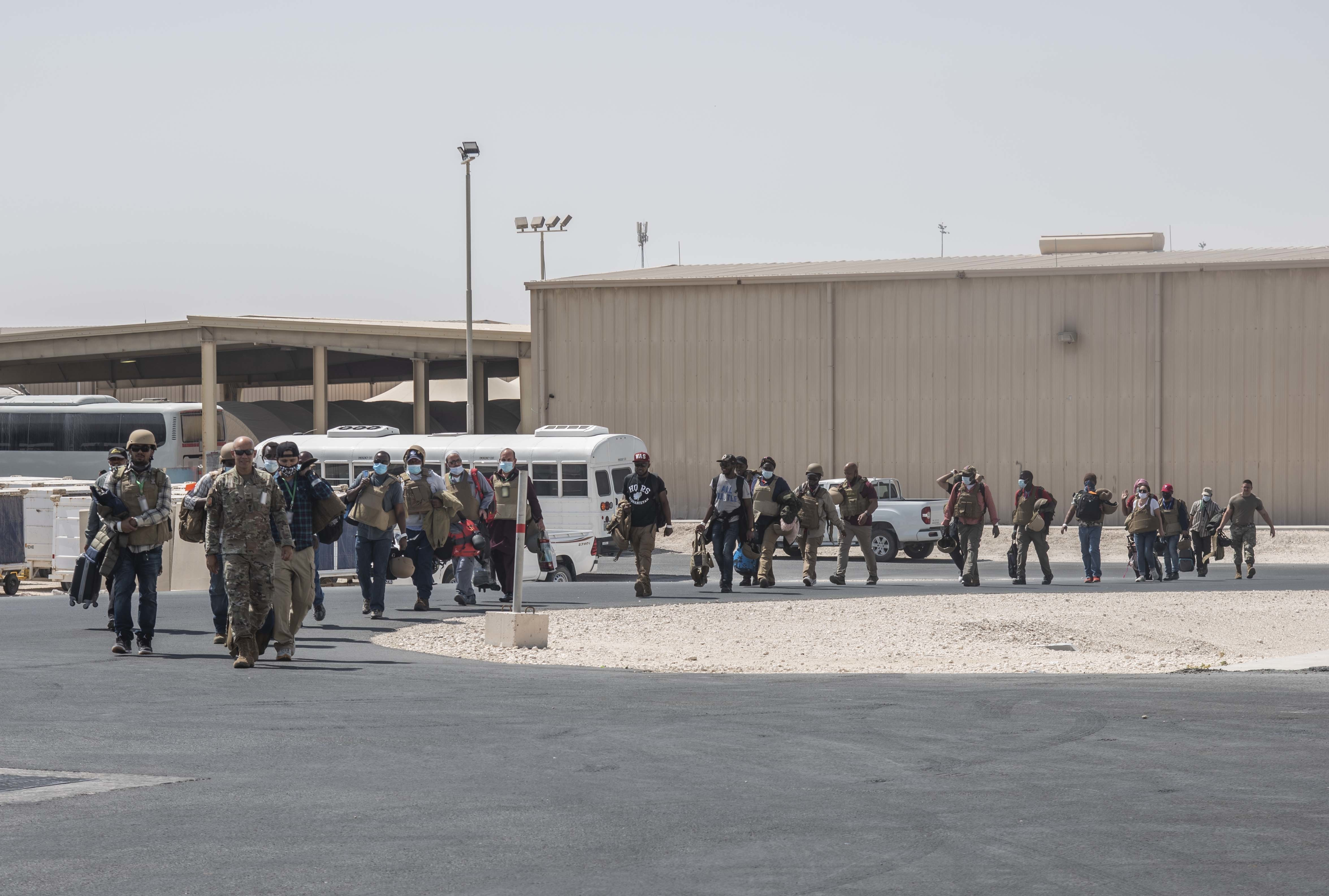
アフガニスタンからカタールの空軍基地に避難した米国大使館のスタッフら（2021年8月15日）

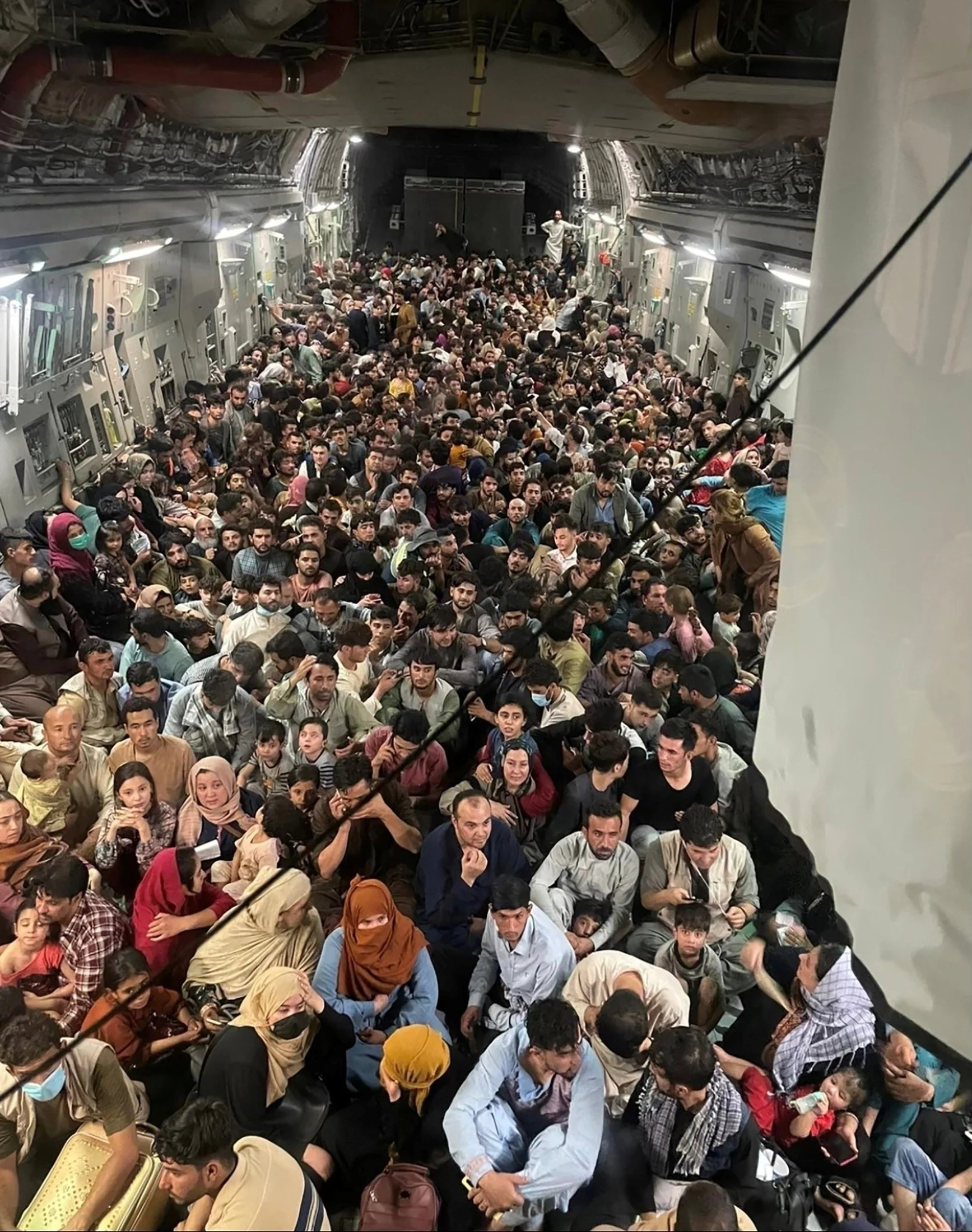
600人超のアフガニスタン人を乗せ、首都カーブルから避難する米軍のC-17輸送機内（2021年8月15日）

## 概要
米軍がジョー・バイデン大統領の声明の下、同年8月末を期限に撤退を進めることをきっかけとし、ターリバーン軍は8月14日夜までにカーブル以外の主要都市を陥落させ、駐留米軍の撤退によって大きく弱体化したアフガニスタン政府軍に向かって想定を遥かに超えるスピードで侵攻した。その早い進撃はアメリカ国民及び政府に大きな打撃となった。
翌15日にはターリバーン軍はカーブルを包囲したと声明を発表し、また同時に「武力によって首都カーブルに攻め入る意図はない」として、事実上の「カーブルの無血開城」を目指す考えを明らかにした。
しかし同日夜、ターリバーンの戦闘員はターリバーン本部から市内に入るよう指示を受け、アフガニスタン当局の治安部隊が撤退した後略奪が多発するなど治安情勢が悪化したカーブル市内に「治安維持のため」に突入した。
市内では抵抗を受けることはなく、アフガニスタン当局の治安部隊はすでに撤退していたため、これが事実上のカーブル陥落となった。
これによりアフガニスタン・イスラム共和国政府は崩壊、アシュラフ・ガニー大統領は家族とともにアラブ首長国連邦に滞在していることが明らかになった。

## 国際社会の対応
- 日本 - アフガニスタンに残る日本人や大使館で働くアフガニスタン人のスタッフなどを国外に退避させるため、航空自衛隊の輸送機をカーブル国際空港に派遣し、日本人1人・アフガニスタン人14人をパキスタンに輸送した[5][6]。自衛隊統合任務部隊の指揮官を務める金古真一空将は「遠い地での任務で不安を抱えている者もいるかもしれないが、それぞれが役割を果たし、任務を完遂することを期待している」とコメントした[7]。
- アメリカ合衆国 - 2021年7月時点でバイデン大統領自ら政権の崩壊はあり得ないとしてきた。しかし8月に入ると、アメリカ大使館の閉鎖準備はターリバーンの侵攻スピードに追い付かなくなり、最後の大使館員はカーブルが陥落した8月15日当日に大使館の屋根から直接ヘリコプターに乗って退避した[8]。その後、アメリカの民間人や現地協力者は、軍用機で周辺国へピストン輸送され8月25日までに約8万8000人がアフガニスタンを後にした[9]。8月30日、アメリカ軍は撤退を完了したが、9月上旬時点でアフガニスタン国内には約100人の民間人が残留している[10]。
- イギリス - イギリスは8月13日以降、8月23日頃までに現地在住のイギリス人や現地協力者など7100人以上（うち4200人余りがアフガニスタン人）を国外退避させた[11]。一方、外相であったドミニク・ラーブはカーブル陥落当時、地中海で休暇を取っていたことが問題視され、9月に入って副首相兼司法相に転任した[12]。
- オランダ - オランダ大使館員はカーブルにターリバーンが迫る中、アフガニスタン人職員に出国することを伝えないまま大使館から退避行動を開始。国内で批判を浴びたため[13]8月17日に救援機を差し向けたが、混乱した空港内のロジは不十分で、第一便はオランダ人やアフガニスタン人を1人も搭乗させないまま時間切れとなり出発を余儀なくされた[14]。その後はオランダ人とアフガニスタン人の輸送は進み、8月26日の大使館員とオランダ軍部隊を乗せた機が最終便となった[15]。